# George Eastham
George Edward Eastham (23. září 1936, Blackpool – 20. prosince 2024) byl anglický fotbalista. Nastupoval na postu útočníka, nebo záložníka.
S anglickou reprezentací vyhrál mistrovství světa roku 1966, byť na závěrečném turnaji do bojů nezasáhl. Zúčastnil se i světového šampionátu v Chile roku 1962, i zde však jen na lavičce náhradníků. Celkem za národní tým sehrál 19 utkání, v nichž vstřelil 2 branky.
Anglickou nejvyšší soutěž hrál za Newcastle United, Arsenal Londýn a Stoke City. Nejlepšího výsledku v ní dosáhl ve své poslední sezóně 1973/74, kdy se Stoke City obsadil pátou příčku. Mistrovský titul si připsal až v Jihoafrické republice, v dresu Hellenic Cape Town (1971).